# Arène de glace Chaïba
L'Arène de glace Chaïba (en russe : Ледовая Арена «Шайба») est une salle omnisports située à Adler (Russie) dans le Grand-Sotchi en Russie. Salle démontable ouverte en 2012, c'est le site secondaire des épreuves de hockey sur glace aux Jeux olympiques de 2014. Sa capacité est de sept mille places. Le nom « Chaïba » signifie « palet » en russe.

## Nom
La salle est appelée « Chaïba », ce qui signifie « palet » en russe. « Chaïbu » (forme à l'accusatif) est également le mot que les Russes utilisent pour encourager leur équipe dans les tournois internationaux de hockey sur glace,,. La patinoire était d'abord connue sous le nom de « palais de glace de Maly ».

## Situation
L'Arène de glace Chaïba est située dans la zone côtière des sites des Jeux olympiques d'hiver de 2014. Elle fait partie d'un ensemble exploité par la Fédération internationale de hockey sur glace qui comprend également le Palais des glaces Bolchoï, le site principal du hockey sur glace situé à 300 mètres, et une salle d'entraînement située à 105 mètres,.

## Construction et description
L'Arène Chaïba est construite en 2013. La patinoire a été construite par la société Baltic Construction Company et son coût total est estimé entre 35,5 et 105 millions de dollars américains. Un palet symbolique a été placé dans ses fondations. Constituée matériaux préfabriqués, elle est démontable et pourrait être réinstallée dans une autre ville russe.
La patinoire a une capacité de 7 000 places et contient 8 vestiaires. Les dimensions de la surface de glace sont de 60 × 30 mètres. Cela change des précédents Jeux olympiques, qui utilisaient les dimensions des patinoires de la Ligue nationale de hockey (LNH), plus étroites de 4 mètres.
Le nom de la salle a inspiré sa forme cylindrique. Les couleurs grises et bleues qui forment une mosaïque le long du bâtiment représentent une congère. Elles ont été disposées pour évoquer le mouvement,,.

## Compétitions

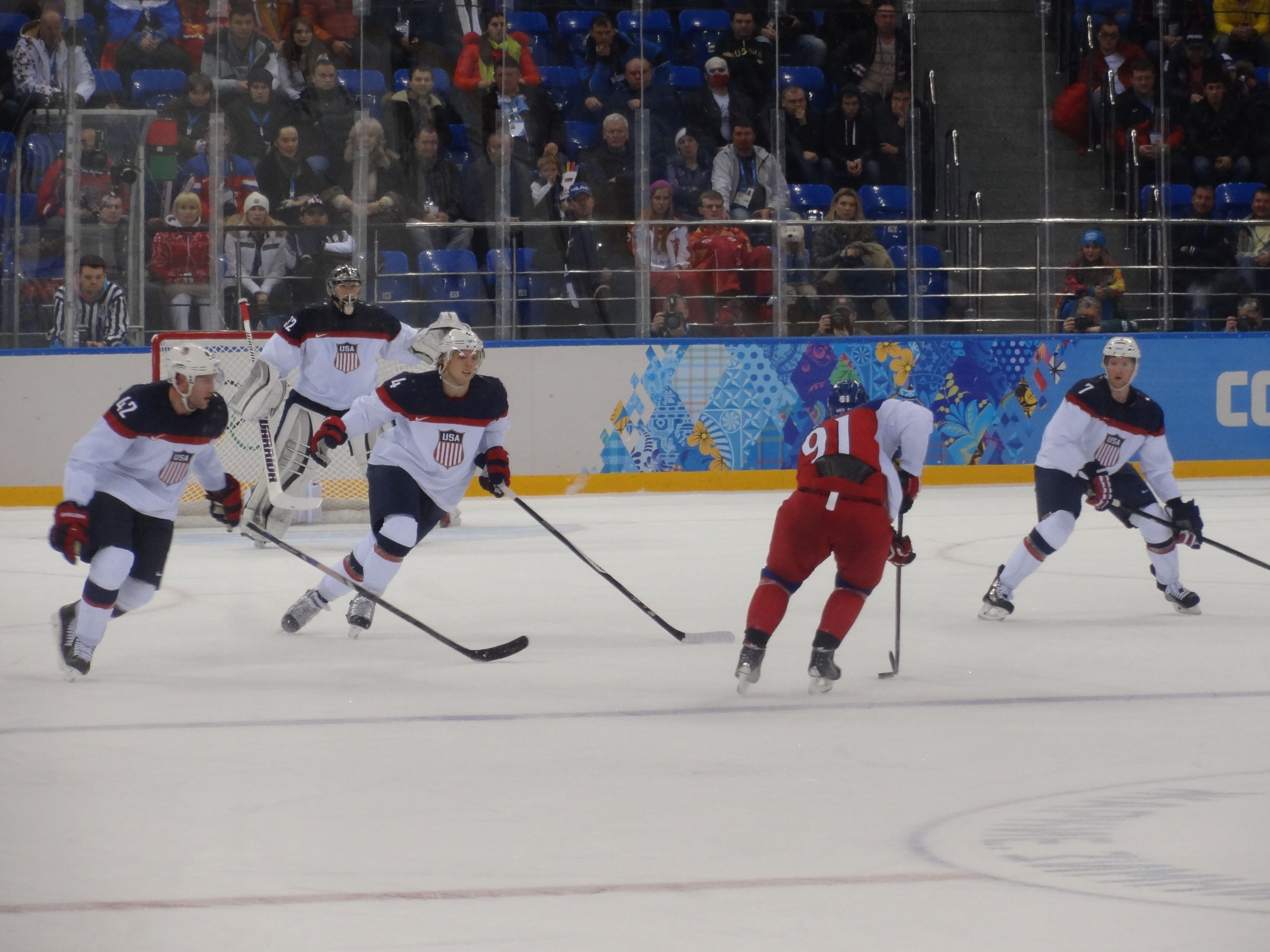
Le quart de finale États-Unis-République tchèque des Jeux olympiques de 2014.

Pour tester le site avant les Jeux olympiques, l'Arène Chaïba est utilisée pour le championnat du monde moins de 18 ans de hockey sur glace 2013, remporté par le Canada. En tant que site secondaire du hockey sur glace aux Jeux olympiques de 2014, elle accueille vingt-sept matchs dont tous les matchs du tournoi féminin jusqu'aux demi-finales ainsi que cinq matchs du tour préliminaire, un match de qualification et un quart de finale du tournoi masculin. L'Arène Chaïba accueille aussi les épreuves de hockey sur luge des Jeux paralympiques d'hiver de 2014.

## Après les Jeux
L'arène Chaïba peut accueillir diverses manifestations sportives ou des spectacles. Elle pourrait être démontée et réinstallée dans une autre ville russe.